# Халед Мохамед
Халед Хуссейн Мохамед ат-Тархуні (араб. خالد حسين الدبيش, нар. 24 лютого 1977, Бенгазі) — лівійський футболіст, що грав на позиції півзахисника за бенгазійський «Аль-Наср», а також національну збірну Лівії.

## Клубна кар'єра
У дорослому футболі дебютував 1996 року виступами за команду «Аль-Наср» з рідного Бенгазі, кольори якого і захищав протягом усієї своєї кар'єри гравця, що тривала вісімнадцять років. 

## Виступи за збірну
З 1999 по 2010 рік захищав кольори національної збірної Лівії. У складі цієї команди провів 29 матчів, забив 4 голи. Був учасником Кубка африканських націй 2006 року.